# Kisfalud, Győr-Moson-Sopron
Kisfalud  este un sat în districtul Kapuvár, județul Győr-Moson-Sopron, Ungaria, având o populație de 782 de locuitori (2011). 

## Demografie
Componența etnică a satului Kisfalud
     Maghiari (98,26%)
     Germani (1,16%)
     Români (0,58%)
Componența confesională a satului Kisfalud
     Romano-catolici (55,63%)
     Luterani (25,7%)
     Necunoscută (17,52%)
     Alte religii (2,43%)
Conform recensământului din 2011, satul Kisfalud avea 782 de locuitori. Din punct de vedere etnic, majoritatea locuitorilor (98,26%) erau maghiari, cu o minoritate de germani (1,16%).  Din punct de vedere confesional, majoritatea locuitorilor (55,63%) erau romano-catolici, cu o minoritate de luterani (25,7%). Pentru 17,52% din locuitori nu este cunoscută apartenența confesională.